# يوان باربت
يوان باربت (بالفرنسية: Yoann Barbet)‏ (ولد في 10 مايو 1993) هو لاعب كرة قدم فرنسي يلعب كمدافع.

## روابط خارجية
- يوان باربت على موقع رابطة كرة القدم الفرنسية للمحترفين (الإنجليزية)
- يوان باربت على موقع قاعدة بيانات كرة القدم.إي يو (الإنجليزية)
- يوان باربت على موقع ليكيب (الفرنسية)
- يوان باربت على موقع Soccerbase.com (لاعب) (الإنجليزية)
- يوان باربت على موقع Soccerway.com (الإنجليزية)
- يوان باربت على موقع AS.com (الإسبانية)